# کلد گورمی
کلد گورمی (انگلیسی: Kaled Gourmi؛ زادهٔ ۱۶ آوریل ۱۹۸۶) بازیکن فوتبال اهل فرانسه است.
از باشگاه‌هایی که در آن بازی کرده‌است می‌توان به باشگاه فوتبال مولودیه الجزایر، باشگاه ورزشی یانگ بویز برن، و باشگاه فوتبال وفاق سطیف اشاره کرد.
وی همچنین در تیم ملی فوتبال Algeria A' بازی کرده‌است.